# Genomgående

Bron i Kramfors kommunvapen är genomgående.

Genomgående är en heraldisk term som betecknar att en bild i skölden fortsätter ända ut till sköldkanterna i stället för att vara omgiven av sköldfältet på alla sidor.
Om ett föremål är fästat vid sköldkanten endast på en sida, så kallas det framkommande (om det är ett föremål), framstigande (om det är en varelse) eller framväxande (om det är en växt) eller motsvarande. Förledet är upp- om bilden är fästad vid fältets nederkant.
Motsatsen till "genomgående" kan sägas vara "svävande".